# Виктория Хейз
Викто́рия Хейз (англ. Victoria Heyes) — персонаж серии слэшеров «Ужасающий». Виктория впервые появилась в фильме «Ужасающий» (2016) как девушка, преследуемая в ночь на Хэллоуин серийным убийцей клоуном Артом; в результате схватки с ним она оказывается сильно изуродована и впадает в безумие. Также Хейз появляется в качестве камео в «Ужасающем 2» (2022) и в качестве антагониста в «Ужасающем 3» (2024). Во всех картинах её играет актриса Саманта Скаффиди.
Дэмиен Леоне задумывал Викторию Хейз как второстепенного персонажа, заменившего главную героиню, Тару Хейз, которая погибла в первой половине фильма. Сосредоточившись на клоуне Арте, режиссёр не уделил должного внимания образу Виктории, и поэтому сделал её одним из основных персонажей триквела.

## Разработка
«Больше всего я сожалею о том, что не хотел [во время работы над „Ужасающим“] побольше проработать персонаж Саманты Скаффиди, сестры Виктории, второй главной героини фильма, которую в конце уродуют».
Саманта Скаффиди — знакомая актёра Джино Кафарелли, друга режиссёра Дэмиена Леоне. Кафарелли посоветовал Леоне пригласить Скаффиди на съёмки фильма «Ужасающий». Саманта понравилась Леоне и прошла прослушивание. Режиссёр предложил ей выбрать между ролями Виктории Хейз и Доун Эмерсон; актриса выбрала Викторию, поскольку увереннее чувствовала себя в её образе, нежели в образе комедийной Доун.
В оригинальной концовке «Ужасающего 2» Арт вырос из затылка Виктории, что привело бы к гибели героини. Во время съёмок картины вышел другой хоррор, «Злое» (2021), в котором имеется похожий момент. Леоне переписал финал своего фильма, сделав его сценой родов и изменив направление развития Виктории, которая в итоге снова выживает. В то же время Дэвид Ховард Торнтон и Леоне были рады такому сходству с концепцией «Злого». Режиссёр не стал «убивать» Викторию ещё потому, что любил работать со Скаффиди, а потому в «Ужасающем 3» 2024 года вывел её на первый план.

## Появления
Виктория Хейз дебютировала в фильме «Ужасающий» 2016 года. Она — девятнадцатилетняя студентка колледжа, погружённая в подготовку к экзаменам. В хэллоуинскую ночь ей звонит сестра Тара, преследуемая убийцей по имени клоун Арт, и просит забрать её. Арт, в свою очередь, заманивает Викторию на пустующий склад. Обнаружив труп своей сестры и других людей, Виктория бросается бежать от маньяка. В финале преследования клоун сбивает девушку на пикапе и съедает часть её лица, а затем, столкнувшись с полицией, простреливает себе голову. После этого инцидента Виктория остаётся с изуродованным лицом, из-за чего становится психически неуравновешенной, и в момент психического срыва на ток-шоу калечит ведущую Монику Браун.
Виктория вернулась в сцене после титров фильма «Ужасающий 2» 2022 года. Здесь она — пациентка психиатрической больницы округа Майлз. В какой-то момент живот девушки начинает раздуваться, и она, обильно истекая кровью, пишет кровью на стене различные оскорбления, а также слова «Вики + Арт» (Vicky + Art) в сердечке. В камеру Виктории заходит медработник и видит её со светящимся жёлтым глазом и живой головой Арта на коленях, которую она только что родила.
Хейз вернулась в фильме «Ужасающий 3» 2024 года как антагонист. Действие происходит сразу после событий второго фильма. Одержимая демоном Виктория, убив медсестру в больнице, сбегает с Артом в заброшенный дом, где разбивает зеркало и вскрывает себе вены осколками. Пять лет спустя двое рабочих заходят в этот дом и случайно будят спящие тела Виктории и Арта, которые, в свою очередь, убивают их. Хейз создаёт клоунский костюм и вместе с Артом штурмует дом Сиенны Шоу, вырезая всю её семью, кроме девочки Гэбби. Демон внутри Виктории пытается переселиться в Сиенну, надев на неё терновый венец, но в итоге погибает, так как Шоу с помощью волшебного меча обезглавливает Викторию. Распавшееся тело Хейз открывает портал в мир, поразительно похожий на ад, в который случайно попадает Гэбби.
Виктория фигурирует в 1-м выпуске комикса Terrifier (июнь 2021). Как и фильм 2016 года, сюжет начинается с изуродованной Виктории, рассказывающей в ночной новостной программе о своём спасении от клоуна Арта. Затем Хейз нападает на тележурналистку, услышав, как та насмехается над её внешностью. Виктория последний раз появляется во флешбэке, где ей звонит сестра.

## В популярной культуре
В декабре 2022 года вышла официальная глиняная фигурка Виктории, изображающая её в окровавленном больничном халате.

## Отзывы
Брендан Д. (The Membrane’s Journal) описывает Викторию как отражение Арта: «Наша новая последняя девушка, Виктория из „Ужасающего“, уникальна тем, что является пост-последней девушкой. Большинство последних девушек появляются в сиквелах или последующих частях как проводник для следующей группы „пушечного мяса“, чтобы продемонстрировать возвращение злодея. В данном случае травма развращает Викторию, она становится чудовищной, как Арт, с изуродованной внешностью и зверским убийством в прямом эфире, произошедшим, когда ведущая ток-шоу глумилась над ней. Она не героиня, а тёмное отражение злодеяний, творимых клоуном Артом, заслуживающее высмеивания и ненависти».
Ракель Холлман (Collider) пишет: «Виктория (Саманта Скаффиди) предстаёт перед нами как случайная последняя девушка, которой с трудом удалось выжить. А на самом деле Арт просто не успел. Он оставил её лицо изуродованным перед тем, как отправиться в морг. Сделав лицо Виктории неузнаваемым, Арт, фактически, крадёт у нее весь фильм. Ей не дают стать оппозиционным лицом или движущей силой повествования, вместо этого она превращается в очередную декорацию. Всё для Арта — спектакль, и он не позволит последней девушке украсть его славу».
В «Ужасающем 3» Виктория, будучи спутницей Арта, играет значимую роль. Рокко Т. Томпсон (Slant Magazine) утверждает, что именно она является наиболее ярким злодеем третьего фильма, подчеркнув, что Саманта Скаффиди «излучает леденящее чувство зла из-под килограммов протезов».